# Chris Alexander
Chris Alexander (Chicago, 20 luglio 1980) è un ex cestista statunitense, professionista nella NBDL e in Asia.

## Palmarès
- Campione NIT (1992)
- Campione CBA (2007)
- Migliore nella percentuale di tiro CBA (2007)